# The Last Door
The Last Door es un videojuego point and click de género terror psicológico desarrollado por The Game Kitchen principalmente para PC, el cual poco después fue lanzado también para teléfonos inteligentes como Android , iOS y Windows Phone años más tarde (22 de mayo de 2020) fue lanzado por Plug In Digital para la consola portátil Nintendo Switch. Fue principalmente publicado en Kickstarter el 2012 como propuesta para llevar a cabo la realización del videojuego, el cual recaudó más de 5.000€ para tiempo después lanzar su primer episodio en marzo de 2013, junto con otros tres episodios más financiados también para su primera temporada. El juego está inspirado en los trabajos de Howard Phillips Lovecraft y Edgar Allan Poe.

## Argumento

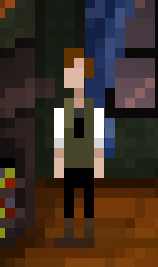
Jeremiah Devitt es el personaje al que controlaremos en la primera temporada.

La historia comienza a fines del siglo XIX, en octubre del año 1891, cuando Jeremiah Devitt recibe una carta de parte de Anthony Beechworth, un amigo de la infancia y excompañero de clase de un internado en Escocia. La carta le advierte sobre un peligro desconocido que está por venir y Devitt debe averiguarlo inmediatamente. Viaja a la mansión de Anthony ubicado en Sussex para más información y tras buscar por toda la casa, encuentra a Anthony ahorcado, con un mensaje final diciéndole que debe recordar su pasado  volviendo a la escuela en el que ambos estudiaron.
Más tarde, al conseguir recordar las cosas que hicieron en dicho internado, recuerda que fue parte de una secta en el que un grupo adoraban en secreto a un ser sobrenatural, una entidad al que se le conoce como El Pájaro, en el cual, tras inyectarse un suero desconocido, fueron vistos por el Ojo del Pájaro, al que solamente vieron cuatro personas que son conocidas como los Cuatro Testigos, dos compañeros de clase, un Clérigo profesor de Teología y finalmente; Jeremiah Devitt.

## The Last Door: Collector's Edition
Poco después de haber finalizado la temporada uno, el 20 de mayo de 2014 salió a la venta The Last Door: Collector's Edition para Steam, tiendas en línea y por defecto, descargable para PC por pago con el costo general de $9.99. A diferencia de sus versiones en navegador y aplicaciones, el Collector's Edition contiene todos los episodios de la primera temporada, con nuevas escenas, cuatro mini episodios, tabla de logros, y con gráficos y audio remasterizados.

## Episodios
The Last Door suele dividirse por episodios, los cuales son estrenados por lo general de 4 a 6 meses, dependiendo de su desarrollo:

### Primera temporada

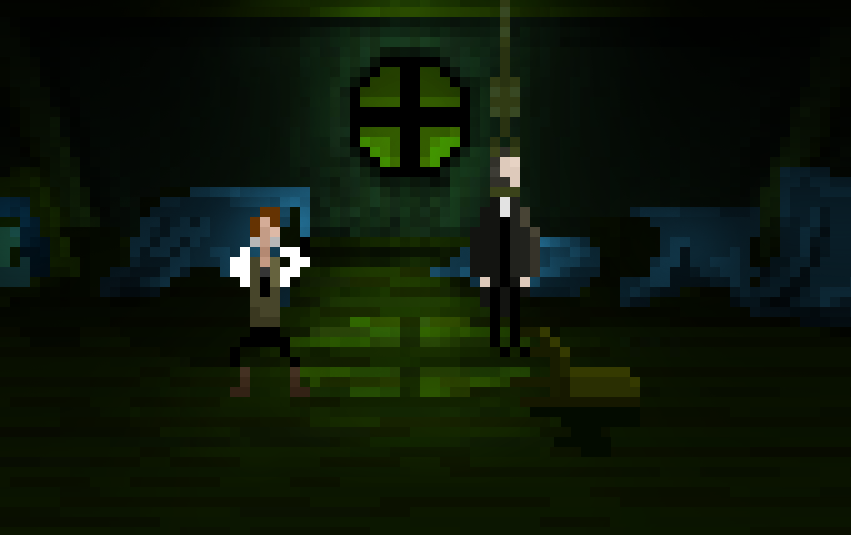
Devitt, al descubrir el suicidio de Anthony, lo lleva a descubrir su pasado buscando en el internado.

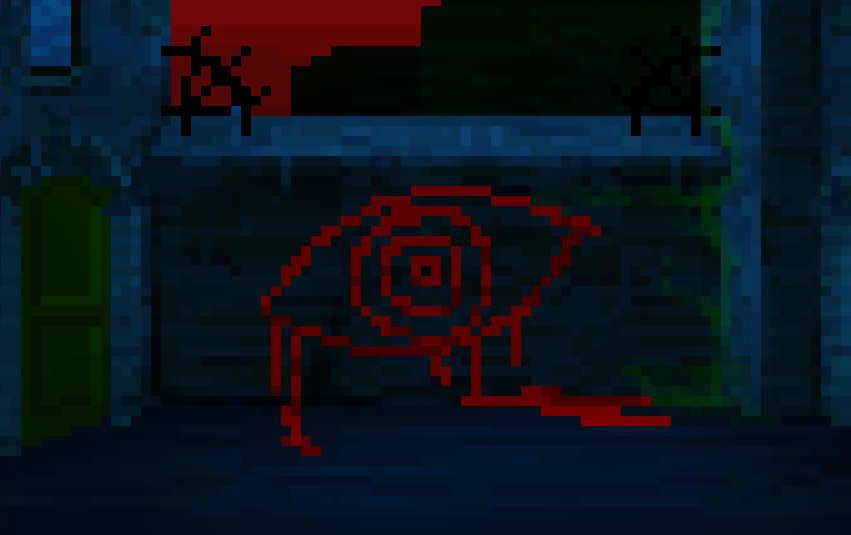
El ojo del pájaro, muchas veces simbolizado como un ojo dibujado con sangre, es el principal motivo por la existencia de la sociedad secreta y el peligro oculto sobre el que trata el videojuego.

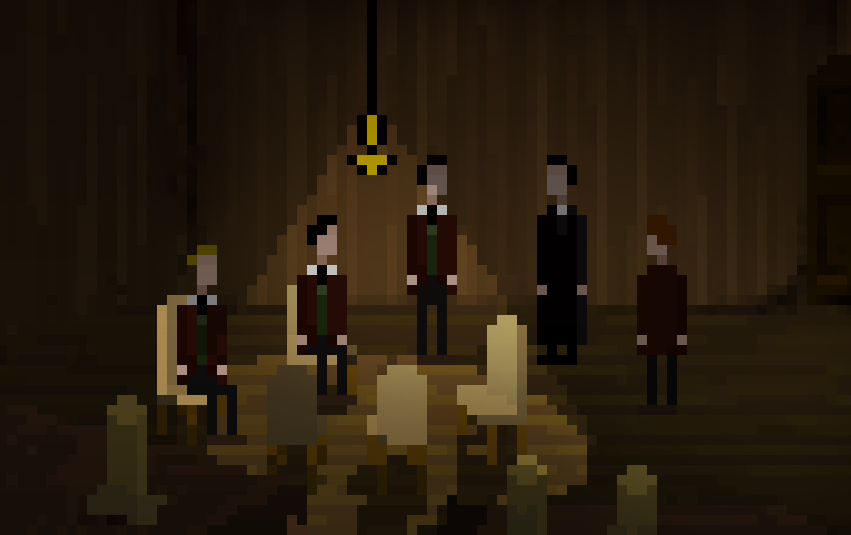
Los inicios de la sociedad secreta que comenzó con solo cuatro estudiantes y con un profesor de Teología tiempo atrás.

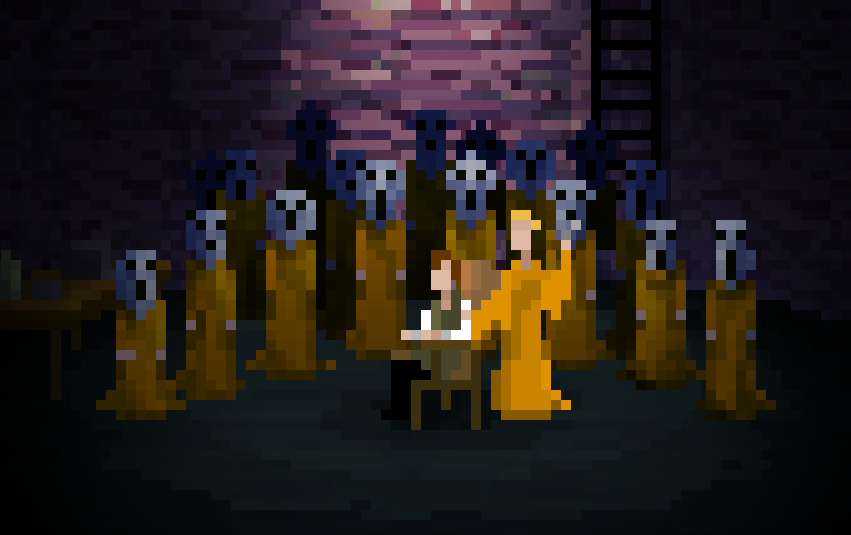
Jeremiah, finalmente, al encontrar a otro miembro de la sociedad secreta, Alexandre du Pré, decide unirse con ellos para caminar más allá de las tinieblas.

| # | Título                                     | Fecha de emisión      |
| --- | ------------------------------------------ | --------------------- |
| 1 | «La carta» «The Letter»                    | 11 de marzo de 2013   |
| Jeremiah Devitt recibe una carta por parte de un viejo amigo de un internado Anthony Beechworth, advitiéndole de una amenaza que está por venir, que su vida y la de otras personas corre en peligro. |                                            |                       |
| 2 | «Recuerdos» «Memories»                     | 21 de junio de 2013   |
| Luego de buscar por toda la mansión y finalmente descubrir que Anthony se había suicidado, en su carta final le advierte sobre un peligro desconocido y debe recordar su pasado volviendo al colegio en donde ambos estudiaron. En él, encuentra el internado convertido en un hospital, y se reencuentra con Padre Ernest, su antiguo maestro de Teología.                                   |                                            |                       |
| 3 | «Los cuatro testigos» «The Four Witnesses» | 18 de octubre de 2013 |
| Devitt, tras haber sido enterrado vivo por Baldwin para luego aparecer misteriosamente en Old Nichol, la barriada más oscura de Londres, encuentra en su bolsillo una entrada para una obra titulada Los cuatro testigos. Devitt, mientras busca la forma de salir de aquel peligroso barrio, sigue los rastros de un misterioso hombre y conoce la leyenda de Simurg: el rey de los pájaros. |                                            |                       |
| 4 | «Sombras primigenias» «Ancient Shadows»    | 14 de febrero de 2014 |
| Poco después de ubicar el teatro ubicado en la espesa niebla, y descubrir que él es uno de los cuatro testigos y que los demás tres son Alexandre, Hugo y el Padre Ernest, debe buscar a Alexandre en su casa en un espeso bosque y encontrar lo que necesita para abrir la puerta que da paso a través del Velo.                                                                             |                                            |                       |

#### Extras (Primera temporada)
| # | Título                                           | Fecha de emisión   |
| --- | ------------------------------------------------ | ------------------ |
| 1 | «La morgue» «The Morgue»                         | 20 de mayo de 2014 |
| Un forense examina el cuerpo sin vida del Padre Ernest, el cual se había quitado la vida autoinmolándose. Tras revisar el estómago del cadáver, encuentra una hoja de papel el cual tiene escrito cuatro nombres en él.                                             |                                                  |                    |
| 2 | «Sentencia de muerte» «Death Sentence»           | 20 de mayo de 2014 |
| Francis Baldwin, el principal asesino responsable de La Matanza de San Galo que cobró la vida de catorce personas en total, es condenado a morir en la horca, el cual le dan la oportunidad de dar una última declaración antes de ser ejecutado.                   |                                                  |                    |
| 3 | «Caminando en la niebla» «Wanderer in the Fog»   | 20 de mayo de 2014 |
| El doctor Johann Kaufmann escucha la extraña historia de la señorita Parnell, única sobreviviente de la matanza de San Galo. |                                                  |                    |
| 4 | «El velatorio de Beechworth» «Beechworth's Wake» | 20 de mayo de 2014 |
| En el velatorio de Anthony Beechworth, su primogénito ya crecido pero todavía menor de edad, conoce por primera vez a la persona quien fue en vida su padre, el cual le dejó en herencia sus ahorros, la casa y sus propiedades, especialmente su diario de viajes. |                                                  |                    |

### Segunda temporada
| #   | Título                                      | Fecha de emisión      |
| --- | ------------------------------------------- | --------------------- |
| 1   | «The Playwright» «El Dramaturgo»            | 31 de octubre de 2014 |
| TBA |                                             |                       |
| 2   | «My Dearest Visitor» «Mi querido visitante» | 6 de abril de 2015    |
| TBA |                                             |                       |
| 3   | «The Reunion» «La Reunión»                  | 17 de agosto de 2015  |
| TBA |                                             |                       |
| 4   | «Beyond the Curtain» «Más allá del telón»   | TBD                   |
| TBD |                                             |                       |

## The Last Door Season 2: Collector's Edition
El 26 de octubre de 2015, fue lanzado The Last Door Season 2: Collector's Edition como una versión beta en steam conteniendo los primeros tres episodios de la segunda temporada.

## Gráficos y material para Creative Commons
El 7 de junio de 2015, todos los gráficos de la primera temporada de The Last Door fue liberado a Creative Commons para su uso libre en conmemoración a Alan Turing, padre de la computación moderna. Los gráficos y sprites están bajo la licencia de Atributtion 4.0

## Recepción y críticas
El videojuego obtuvo varias críticas positivas y negativas, empezando por el pixel art y la música de fondo que, ambos elementos combinados, le dan una atmósfera tétrica e imprescindible, sin embargo, la dificultad y la variedad de pistas son muy simples, fáciles de resolver. Añadiendo también que los personajes son inolvidables. La banda sonora del videojuego, compuesto por Carlos Viola, que está bien logrado, consigue inundar de pesar el ambiente de cada localización por las que el jugador explora.
En cuanto a The Last Door: Collector's Edition recibió varias críticas positivas, como por ejemplo, los gráficos ligeramente diferentes y con nuevas cosas agregadas, desde hacer que el personaje camine más rápido en el primer episodio, hasta la habilidad de hacer doble clic en una puerta el jugador ya accedió anteriormente para ingresar inmediatamente al lugar. En cuanto a estética y diseño, siendo principalmente compuesto de píxeles, aprovecha bastante los colores y detalles de cada objeto, desde escenarios, muebles, edificios, construcciones, personajes, hasta los ítems que el jugador utiliza para resolver cada objetivo, le dan un aspecto sombrío y misterioso.
El contenido de mismo, contiene bastantes aditivos tales como cuatro miniepisodios extras, las cuales explican detalles sobre ciertos acontecimientos que desenlazaron en los episodios principales. También tiene el submenú de opciones, el cual ofrece opción de idioma, pantalla completa o ventana, control de volumen, subtítulos de sonido, para aquellas personas con discapacidad auditiva, y finalmente, una fuente de letra para personas disléxicas.